# Seychellensalangaan
De seychellensalangaan (Aerodramus elaphrus; synoniem: Collocalia elaphra) is een vogel uit de familie Apodidae (gierzwaluwen). Het is een kwetsbare, endemische vogelsoort op de Seychellen  (Indische Oceaan).

## Kenmerken
De vogel is 10 tot 12 cm lang. Het is een van de sterk op elkaar gelijkende soorten salanganen; hij is van boven grijsbruin en van onder iets lichter. De vogel kan alleen verward worden met de huisgierzwaluw (Apus affinis), maar dat is een zeldzame dwaalgast en de huisgierzwaluw heeft een witte stuit.

## Verspreiding en leefgebied
Deze soort is endemisch op de Seychellen, een eilandengroep ten noorden van Madagaskar in de Indische Oceaan. De vogels foerageren in de lucht op vooral vliegende mieren en ze broeden bij de ingang van diepe grotten.

## Status
De seychellensalangaan heeft een beperkt verspreidingsgebied en daardoor is de kans op uitsterven aanwezig. De grootte van de populatie werd in 1997 door BirdLife International geschat op 2,5 tot 3,0 duizend individuen en de populatie-aantallen nemen af. Het leefgebied wordt aangetast door gebruik van pesticiden tegen insecten en het broedsucces wordt bedreigd door activiteiten als gebruik van de grotten als steengroeven. Om deze redenen staat deze soort als kwetsbaar op de Rode Lijst van de IUCN.